# Lantenne-Vertière
Lantenne-Vertière is een gemeente in het Franse departement Doubs (regio Bourgogne-Franche-Comté) en telt 458 inwoners (1999). De plaats maakt deel uit van het arrondissement Besançon.

## Geografie
De oppervlakte van Lantenne-Vertière bedraagt 10,0 km², de bevolkingsdichtheid is 45,8 inwoners per km².

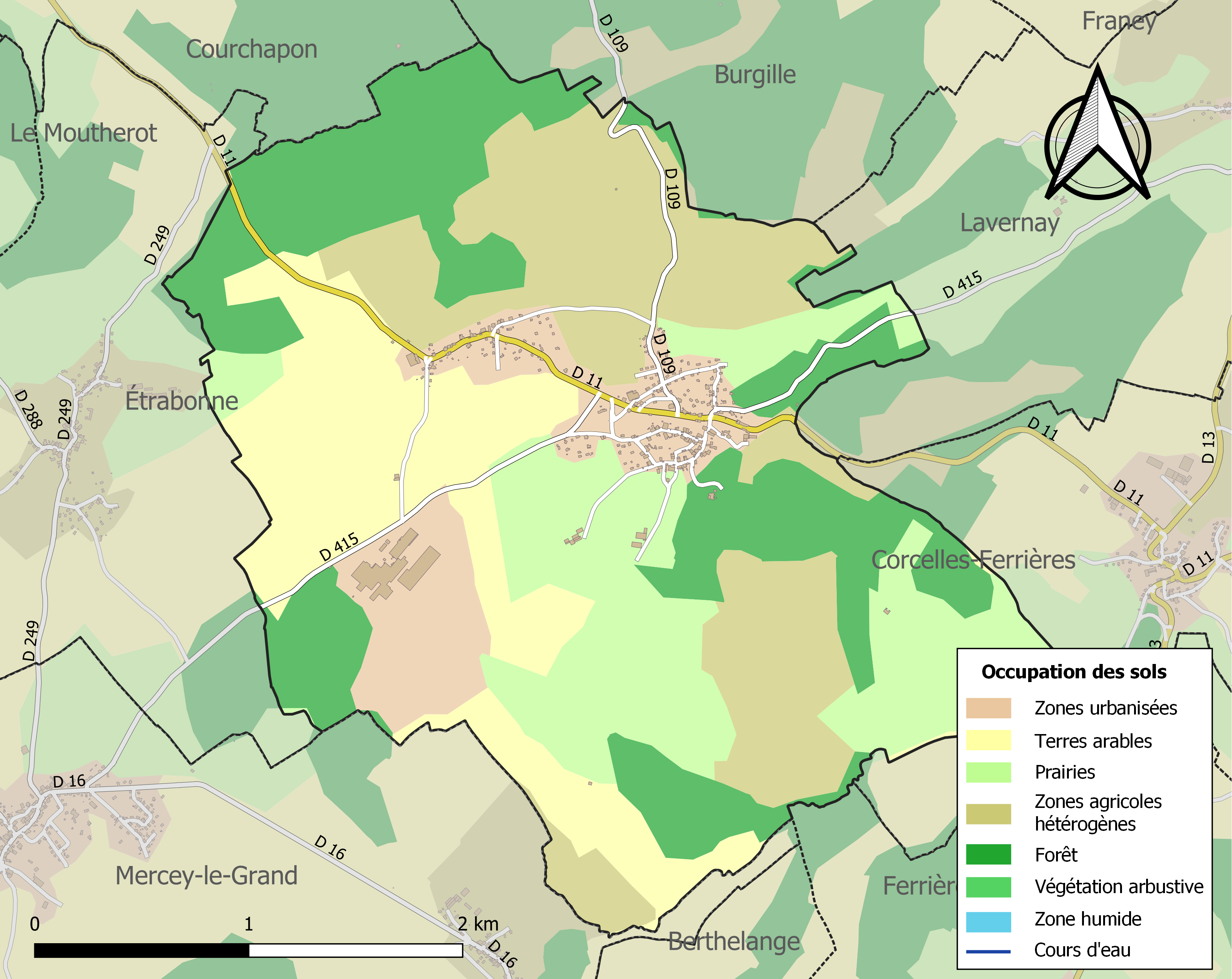
Kaart van de gemeente met de belangrijkste infrastructuur, bodemgebruik en omliggende gemeenten

## Demografie
Onderstaande figuur toont het verloop van het inwonertal (bron: INSEE-tellingen).